# Psary (powiat trzebnicki)
Psary – wieś w Polsce położona w województwie dolnośląskim, w powiecie trzebnickim, w gminie Wisznia Mała.

## Położenie

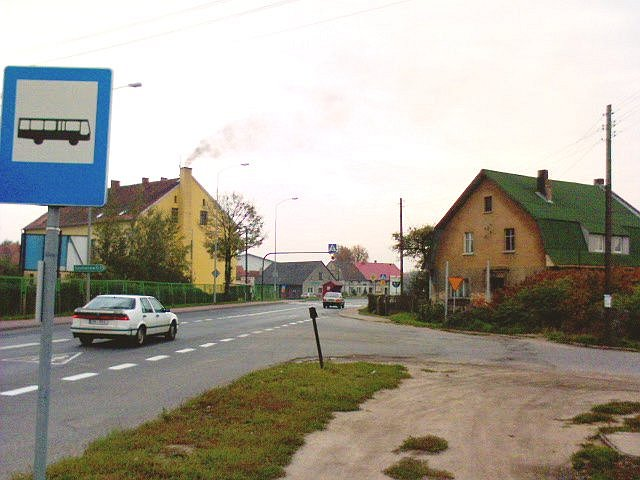
Ulica w Psarach

Do 22 grudnia 2017 roku wieś leżała na szlaku drogi krajowej nr 5 z Wrocławia do Trzebnicy – obecnie jako droga ekspresowa S5 omija wieś od wschodu. Psary sąsiadują z Szymanowem i z wrocławskim osiedlem Widawa. Wieś należy do aglomeracji wrocławskiej.

## Podział administracyjny
W latach 1975–1998 miejscowość należała administracyjnie do województwa wrocławskiego.

## Poprzednie nazwy
Do roku 1945 nosiła niemiecką nazwę Hunern, a w latach 1945–1985: Piastów.

## Historia
Ślady osadnictwa i cmentarzyska w rejonie wsi pochodzą z okresu kultury łużyckiej. Wzmiankowana w roku 1345 jako Hundern sive psori, a w roku 1350 jako Psar wieś ma dziś nieregularny układ wielodrożny. Nazwa wsi jest służebna – od zajęcia jej mieszkańców, którzy w przeszłości trudnili się hodowlą psów (niem. Hund) miejscowego możnowładcy. Ruch reformacji spowodował około roku 1538, że mieszkańcy wsi przeszli na protestantyzm i podjęli starania o pozyskanie zezwolenia na budowę własnego cmentarza (przedtem należeli do parafii katolickiej w pobliskim Krynicznie). Zezwolenie to uzyskali wkrótce (cmentarz mieścił się na zniwelowanym w II połowie XX wieku piaszczystym wzgórzu  Sandhugel, na którego miejscu dziś znajduje się wiejski sklep), ale zabiegi o zezwolenie na budowę własnego kościoła, wobec sprzeciwu wrocławskich biskupów trwały znacznie dłużej. Dopiero na początku XVII wieku ówczesny właściciel wsi, Konrad von Dyhrn, uzyskał od cesarza Rudolfa II Habsburga zezwolenie na budowę protestanckiego kościoła we wsi, który otwarty został 11 października 1604. Jednak już pół wieku później, na mocy cesarskiego rozkazu z roku 1653 Ferdynanda III „redukcji kontrreformacyjnej” kościół ten w 1654 roku przekazano katolikom, ale po kolejnym półwieczu, w roku 1707 wrócił on do protestantów.

## Demografia
Zachowane zapiski z 1. połowy XX wieku wspominają o tym, że – z uwagi na wyznanie – w roku 1928, w Psarach i sąsiednim Szymanowie mieszkało 626 protestantów, 132 katolików i 5 Żydów. W roku 1946, bezpośrednio po II wojnie światowej i po przeprowadzonej akcji wysiedleń rodzimej ludności niemieckiej do wsi przesiedlono 158 osób (43 rodziny), głównie z rejonu Krakowa (34%), Lwowa (20%), i Kielc (10%), a także Przemyśla, Wilna, Poznania, Częstochowy i Katowic, a nawet 3 osoby z Rumunii. Według Narodowego Spisu Powszechnego (2021 r.) liczyły 1271 mieszkańców.

## Komunikacja miejska
Wieś jest skomunikowana z Wrocławiem autobusem komunikacji miejskiej obsługującym linię nr 908 (Dworzec Nadodrze – Psary/Szymanów).